# Jacobus Petrus Yvo Diert van Melissant
Jhr. Jacobus Petrus Yvo Diert van Melissant, vrijheer van Hoogmade (Den Haag, 3 januari 1774 - aldaar, 17 oktober 1847) was een Nederlands jurist.
Diert van Melissant was het tweede kind en de oudste zoon van Gerardus Petrus Johannes Josephus Diert, heer van Melissant, vrijheer van Hoogmade, en diens echtgenote Juliana Philippina van Leefdael. Hij studeerde rechten aan de Universiteit Leiden van 1791 tot 1798, waar hij vervolgens op 24 januari 1798 promoveerde. Op 3 juli 1821 trouwde hij te Zwolle met Clara Elisabeth Helmich (1783-1837); zij was eerder getrouwd geweest met Cornelius Petrus Josephus van der Kun (1780-1813), zoon van Dierts oudere zuster Catharina Joanna Diert (1754-1826). Uit hun huwelijk kwamen drie kinderen: Josephus Wilhelmus Petrus Diert van Melissant, vrijheer van Hoogmade (1823-1890); Rogier Michael Franciscus Diert van Melissant (1824-1854), advocaat bij de Hoge Raad; en Paulina Petronella Johanna Diert van Melissant (1827-1852). Na het overlijden van Clara hertrouwde Diert van Melissant op 3 juli 1839 te Den Haag met Elisabeth M.G.F. barones van Lamsweerde.
Ergens vóór 1833 werd Diert van Melissant benoemd tot rechter bij de Rechtbank Den Haag. In 1833 werd hij raadsheer in het Hoog Gerechtshof te 's-Gravenhage; bij de oprichting van de Hoge Raad der Nederlanden in 1838 werd hij daar raadsheer. Hij was de enige katholieke van de eerste zestien raadsheren; toen hij overleed werd hij opgevolgd door de eveneens katholieke Antonius Zacharias Hanlo, die op zijn beurt opgevolgd door de katholiek Godefridus Andreas Melort; er zou uiteindelijk minstens een eeuw lang een "katholieke zetel" in de Hoge Raad zijn, waarbij een katholieke raadsheer altijd werd opgevolgd door een andere katholiek.
Diert van Melissant overleed in 1847 op 67-jarige leeftijd.